# Il grido della terra
Il grido della terra è un film del 1949 diretto da Duilio Coletti.

## Trama
Alla fine della guerra, un gruppo di ebrei, liberati dagli alleati dai campi di concentramento in Germania, raggiunge clandestinamente la Palestina. Tra essi un chirurgo israelita e la sua futura nuora sono trasferiti in un campo di profughi in Puglia e, guidati da Ariè, raggiungono la Palestina, dove è in corso la guerriglia fra partigiani ebrei e inglesi occupanti. Un terrorista, figlio del professore, va a trovarlo nella colonia agricola, ma incontra Ariè, che aveva combattuto con lui: i due discutono. Gli inglesi circondano la colonia, ma il chirurgo e la nuora si sottraggono alla cattura. Il figlio compie un attentato contro gli inglesi ed è imprigionato. E, nella colonia, i sopravvissuti riprendono il lavoro nei campi.

## Produzione
La sceneggiatura è curata da Giorgio Prosperi, con la collaborazione eccezionale di Carlo Levi e di Alessandro Fersen. Il soggetto è di Tullio Pinelli e i costumi di Emanuele Luzzati.
Il film è stato prodotto dalla Lux Film. Alcuni esterni, ambientati in un centro abitato della Palestina, furono girati nella città vecchia di Bari. Altro luogo fu la località marittima di Cozze, frazione di Mola di Bari, dove nei mesi successivi alla fine della Seconda guerra mondiale si erano radunati numerosi profughi ebrei in procinto di partire per la Terra Santa. Un altro campo di raccolta era stato allestito a Palese Macchie, frazione di Bari: fu l'ambiente reale della prima parte del film, fino all'imbarco degli ebrei.
Il film venne scritto al Pubblico registro cinematografico con il numero 729.

## Critica
(Vito Attolini, Apulia Film Commission)
(Laura, Luisa e Morando Morandini, il Morandini)

## Restauro della pellicola
La versione restaurata dalla Cineteca Nazionale è stata presentata alla 65ª Mostra internazionale d'arte cinematografica di Venezia (2008) nella retrospettiva "Questi fantasmi: Cinema italiano ritrovato (1946-1975)".
È stata pubblicata in DVD nel 2014 dalla Cristaldi Film - Cecchi Gori Home Video.